# Минерт, Людвиг Карлович
Лю́двиг Ка́рлович Ми́нерт (1919—2003) — советский архитектор, художник, проектировщик, исследователь архитектуры Бурятии.

## Биография
Людвиг Карлович Минерт родился 2 октября 1919 год в селе Лишня, Бышевского района на Украине. После начала Великой Отечественной войны Минерта отправили в Воркуту на строительство железной дороги «Воркута — Котлас», где он оставался до 1947 года.
В 1947 году Людвиг Минерт поступил в Новосибирский инженерно-строительный институт. В 1950 году Людвиг Карлович получил диплом архитектора. Минерта отправляют работать в Улан-Удэ, где он становится главным архитектором «Бурят-монголпроекта».
Здания в стиле «сталинского ампира», построенные в Улан-Удэ по проектам Минерта, стали визитной карточкой города.
В 1955 году Минерт переезжает в Новосибирск и преподаёт на кафедре рисунка, живописи и скульптуры архитектурного института. Со временем он становится руководителем кафедры и получает звание профессора.
В начале 1990-х годов Минерт переезжает в Германию.
Людвиг Карлович Минерт умер в Берлине 10 июня  2003 года.
Часть работ Минерта хранится в новосибирском Музее истории архитектуры Сибири им. С. Н. Баландина.

## Основные работы в Улан-Удэ
- здание «Забайкаллеса»;
- Дом радио;
- здание Министерства внутренних дел;
- жилой дом с бывшим магазином «Янтарь» на проспекте Победы;
- Городская АТС по ул. Ленина;
- дом политического просвещения;

## Автор книг и статей
- Минерт Л. К. Архитектура Улан-Удэ — Улан-Удэ: 1983.
- «Архитектура Улан-Удэ», Улан-Удэ, Бурятское книжное издательство, 1983;
- «Памятники архитектуры Бурятии», Новосибирск: Наука, 1983;
- «Памятники начального этапа градостроительства в Бурятии»// Памятники истории, археол. и архитектуры Сибири. Новосибирск, 1989
- «Монгольское градостроительство XIII—XIV веков. Центральная Азия и соседние территории в средние века»;
- «К вопросу о самобытности зодчества Монголии и Бурятии». Известия Сибирского отделения АН СССР N 10. Сер. истории, филологии и философии, вып. 2.